# Terror Bay
La Terror Bay (inuktitut: ᐊᒥᑦᕈᖅ Amitruq) è una baia del golfo della Regina Maud posto lungo la costa sud-occidentale dell'Isola di Re Guglielmo, isola dell'Arcipelago artico canadese appartenente al Nunavut.
Nel 1910 il Geographical Names Board of Canada ha ufficialmente intitolato la piccola insenatura alla HMS Terror, uno dei due velieri britannici che presero parte alla spedizione perduta di Franklin.
Curiosamente nel 2016 i ricercatori della fondazione canadese Arctic Research Foundation hanno annunciato il ritrovamento, proprio nelle sue acque, del relitto del veliero dalla quale prende il nome.